# Achille Talon et le Monstre de l'étang Tacule
 (juillet 2025).
Si vous disposez d'ouvrages ou d'articles de référence ou si vous connaissez des sites web de qualité traitant du thème abordé ici, merci de compléter l'article en donnant les références utiles à sa vérifiabilité et en les liant à la section « Notes et références ».
Achille Talon et le Monstre de l'étang Tacule est le 40e album de la série Achille Talon de Greg. Il s'agit d'une aventure complète (une seule histoire par album) du personnage éponyme. L'album est paru en 1989 chez Dargaud.

## Résumé
Achille Talon rencontre, lors d'une promenade au parc, un artiste, du nom d'Héliacin Frusquin, dont la particularité est de dessiner les animaux familiers sous la forme d'horribles monstres, ce qu'il dit être l'apparence que ceux-ci ont à ses yeux. Après avoir vu ces œuvres, Achille Talon se met soudain à percevoir le monde autour de lui (les animaux, les humains, la ville,…) à la façon de l'artiste, c'est-à-dire hideuse. La seule exception est Lefuneste, dont Talon semble soudain reconnaître la beauté naturelle, ce dont l'intéressé ne manque pas d'être offensé car, du fait de l'inversion des valeurs esthétiques d'Achille Talon, cela révèle la considération que celui-ci a habituellement pour le physique de son voisin.
Le père d'Achille, soucieux de le soigner, consulte alors le psychiatre Basile Defoux qui conclut que seule la vision d'un vrai monstre pourrait sauver son fils. Tous (Lefuneste compris) se rendent alors au village de Trouduquoy, dans l'étang (l'étang Tacule, justement, pollué par les rejets d'alcool) duquel on dit que se cacherait un horrible monstre à même de soigner Talon.

## Analyse
Le personnage d'Héliacin Frusquin et son art font référence aux Idées noires de Franquin.

## Citations
- « Il faut l'avouer : il y a des jours comme ça, sans qu'on sache au juste pourquoi… où l'homme de qualité, soucieux de défendre sa sérénité en nos temps parfois un peu agités… tend à un détachement souverain des petites joies superficielles du quotidien… pour s'isoler égoïstement dans un recueillement salvateur… Qu'il croit. Le sot… »
- « Poulpe ? Escargots ? Faisandé ?? Un poulet chasseur si frais qu'il pourrait encore pondre ! Alambic ! Notre fils n'est pas bien ! - Et à part ça, quoi de neuf ? L'enfant s'étiole forcément : il s'obstine à n'avaler que des breuvages qui ne moussent même pas. C'est une génération de défaillants, qu'il faut laisser dormir un ou deux siècles. Le ciel fera peut-être le reste… Par pure mansuétude. BAH ! »[1]